# Пуерто Мадеро
Пуерто Мадеро (на испански: Puerto Madero) е най-новият административен район (барио) на Буенос Айрес, Аржентина.
Разположен е южно от центъра на Буенос Айрес. На площ от 2,1 кв. км. са регистрирани само около 400 жители. Обновен е през 1990-те години по модела на лондонския Айл ъф Догс и други подобни проекти. Известен е със съвременните си апартаменти, хотели – например големия „Хилтън“, обекта на Филип Старк, клуба Опера Бей и др.